# 烏帽子町 (神戸市)
烏帽子町（えぼしちょう）は兵庫県神戸市灘区の町名の一つで、都賀字烏帽子・龍頭（たつがしら）・了造（りょうぞ）・佐ノ原から名づけられた。
東は友田町、南は阪神本線を挟んで大石東町、西は鹿ノ下通、北は国道2号を挟んで琵琶町。東から順に一～三丁目がある。
令和2年国勢調査（2020年10月1日）における世帯数は584、人口891で内男性445人・女性446人。郵便番号：657-0042。

## 由来
古老の話では田んぼが烏帽子の形（三角形）をしているからついたもので、北側の琵琶町が琵琶の形をした土地であったのと同じといい、明治の地図からもそれが裏付けられる。
川辺賢武の説では中世の武家社会において元服の際に烏帽子を冠る儀式と関係があり、旧天城文書の夏麦山手注文（文安4年（1447年）5月）の「奥山手春納」中に「百文 ゑほしの錢」として河原、森、ミトロ（味泥）、ヒエタ（稗田）の名が出ていることから、烏帽子の銭を出すための共有のエボシ田があったのだろうとしている。この儀式で実の親ではないが面倒を見る人をエボシ親、子をエボシ子というが、エボシ子というのは同族の印で、エボシ親の自前で面倒を見るのが普通であるとして、『灘区の町名』では根拠は薄いとしている。

## 施設
- 神戸市立烏帽子中学校